# Telki
Telki är en ort i Ungern.   Den ligger i provinsen Pest, i den nordvästra delen av landet, 17 km väster om huvudstaden Budapest. Telki ligger 240 meter över havet och antalet invånare är 2 071.
Terrängen runt Telki är platt åt sydväst, men åt nordost är den kuperad. Runt Telki är det tätbefolkat, med 276 invånare per kvadratkilometer. Närmaste större samhälle är Budapest, 16,8 km öster om Telki. Trakten runt Telki består till största delen av jordbruksmark.